# HŽ 2043 sorozat
A HŽ 2043 sorozat egy horvát (Ao 1 Ao)’(Ao 1 Ao)’ tengelyelrendezésű dízelmozdony-sorozat. A HŽ üzemelteti. Beceneve: „Kramp”. Kifejlesztésének célja egy erős, de mégis kisebb tengelyterhelésű mozdony megépítése volt.